# Мазепа (колокол)

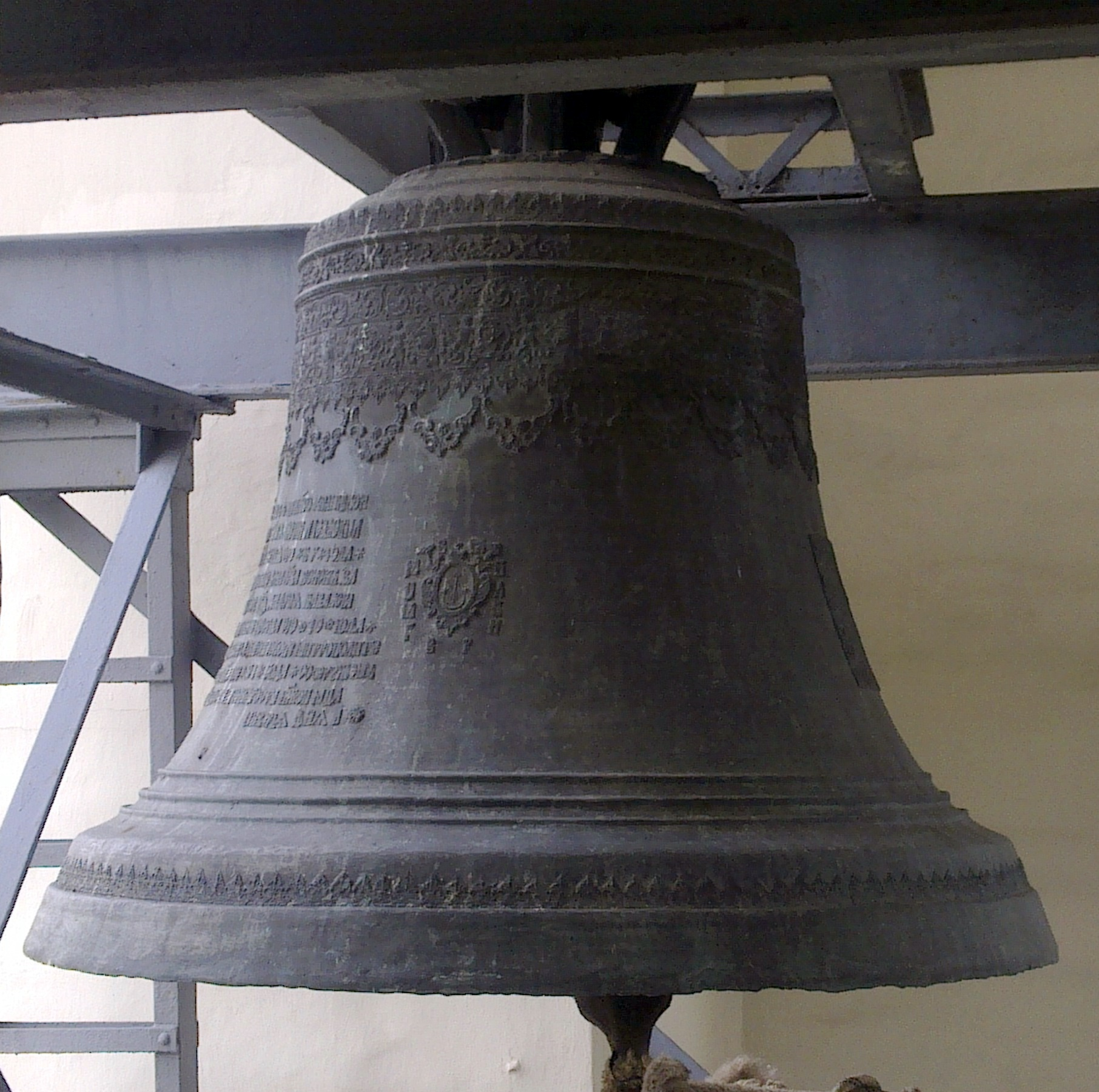
Колокол Мазепа. Софиевский собор в Киеве

Колокол Мазепа — колокол, отлитый киевским мастером Афанасием Петровичем в 1705 году, по заказу и на средства гетмана Ивана Мазепы . Назван в честь своего заказчика «Мазепа». Установлен на втором ярусе Триумфальной колокольни Софийского собора в Киеве. Это самый большой из сохранившихся старинных бронзовых колоколов Украины.

## Описание колокола
Вес колокола 13 т, его диаметр — 1,55 м, высота — 1,25 м. Высота самой короны — 0,28 м. Колокол покрыт пышным орнаментом с изображением ангелочков. На колоколе отлит герб гетмана Мазепы и надпись, что этот колокол отлит «иждевением ясновельможного гетмана Иоанна Мазепы».

## Описание колокола в стихах
Широко распахнуты ворота,

Липы нищенски обнажены,

И темна сухая позолота

Нерушимой вогнутой стены.

Гулом полны алтари и склепы,

И за Днепр широкий звон летит.

Так тяжелый колокол Мазепы

Над Софийской площадью гудит.

Все грозней бушует, непреклонный,

Словно здесь еретиков казнят,

А в лесах заречных, примирённый,

Веселит пушистых лисенят